# Gonatoxia
Gonatoxia is een geslacht van rechtvleugeligen uit de familie sabelsprinkhanen (Tettigoniidae). De wetenschappelijke naam van dit geslacht is voor het eerst geldig gepubliceerd in 1889 door Karsch.

## Soorten
Het geslacht Gonatoxia omvat de volgende soorten:
- Gonatoxia immaculata Karsch, 1889
- Gonatoxia maculata Karsch, 1889